# كريستيان (مغني)
كريستيان (بالإيطالية: Christian)‏ هو مغني إيطالي، ولد في 8 سبتمبر 1947 في باليرمو في إيطاليا.

## وصلات خارجية
- الموقع الرسمي
- كريستيان على موقع IMDb (الإنجليزية)
- كريستيان على موقع ميوزك برينز (الإنجليزية)
- كريستيان على موقع ديسكوغز (الإنجليزية)
- كريستيان على موقع ديسكوغز (الإنجليزية)